# 红色之家
红色之家（西班牙語：Casa Colorada）是位于智利首都圣地亚哥的一座殖民时期建筑，建于1769年， 目前是圣地亚哥博物馆（西班牙語：Museo de Santiago）所在地。这是一座两层的建筑，拥有粘土瓦片屋顶、带阳台的窗户，以及深红色的外墙。